# St. Maximilian Kolbe (Salzgitter)

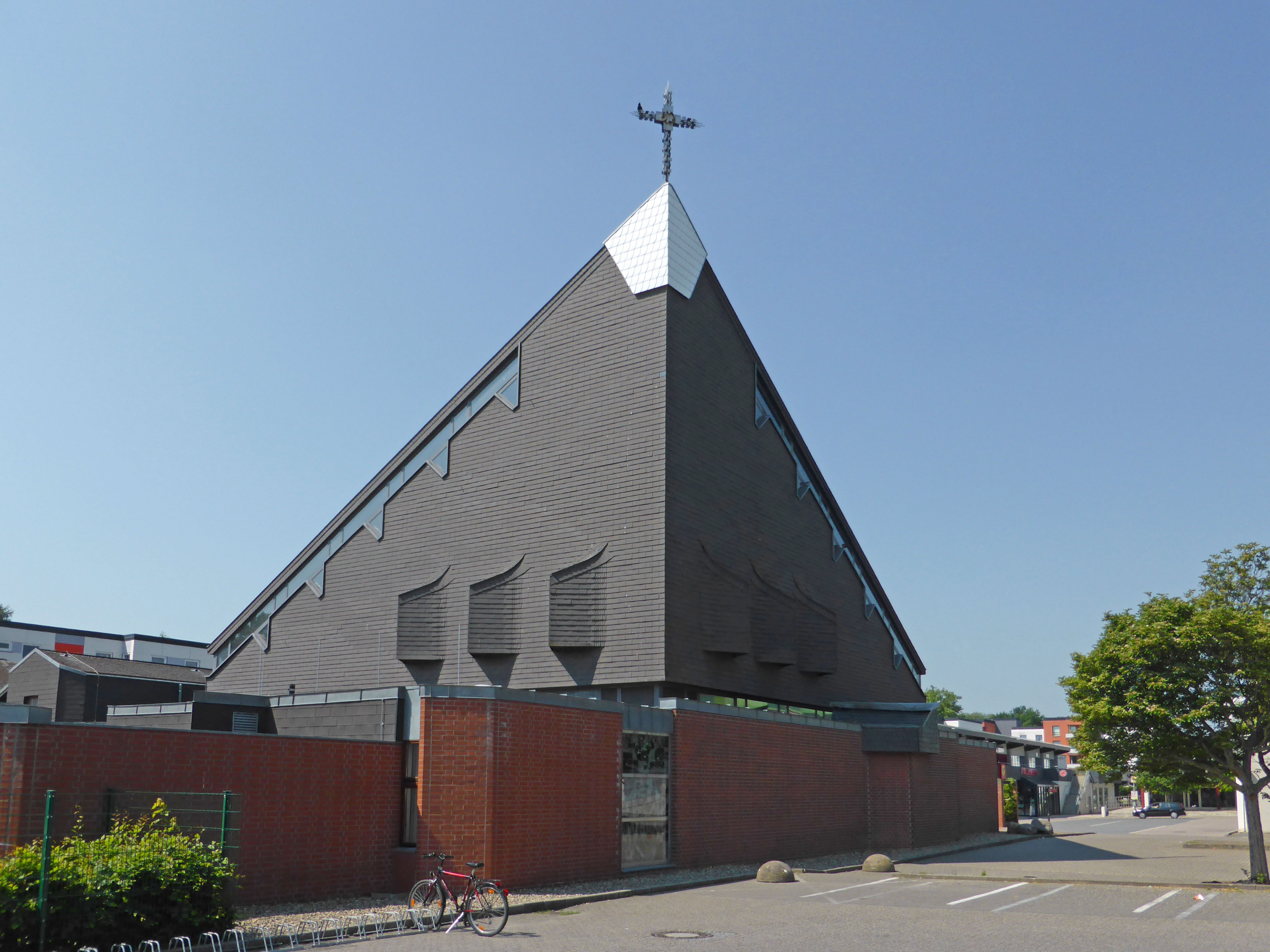
Pfarrkirche St. Maximilian Kolbe

St. Maximilian Kolbe ist die katholische Pfarrkirche in Fredenberg, einem Ortsteil der niedersächsischen Stadt Salzgitter im Stadtteil Lebenstedt. Ihre Pfarrei, St. Maximilian M. Kolbe, gehört zum Dekanat Goslar-Salzgitter des Bistums Hildesheim. Die nach dem heiligen Maximilian Kolbe benannte Pfarrkirche hat die Anschrift Einsteinstraße 8–14.

## Geschichte
In die seit der Reformation im 16. Jahrhundert protestantisch geprägte Region zogen im Rahmen des Aufbaus der im Juli 1937 gegründeten Reichswerke AG für Erzbergbau und Eisenhütten „Hermann Göring“ wieder Katholiken in größerer Zahl.
Als infolge des Überfalls auf Polen durch das Deutsche Reich und den damit beginnenden Zweiten Weltkrieg Frankreich am 3. September 1939 Deutschland den Krieg erklärte und zwei Tage später eine Offensive gegen das Saargebiet begann, wurden Saarländer in das Innere des Reichsgebietes evakuiert. Infolgedessen fanden auch in Lichtenberg im Saal eines Gasthauses katholische Gottesdienste statt. Auch in Lesse und Westerlinde wurden 1939 katholische Gottesdienste abgehalten. Das Bistum Hildesheim schuf daraufhin Strukturen zur seelsorglichen Betreuung der zugezogenen Katholiken. So wurde die zur Wolfenbütteler Pfarrei St. Petrus gehörende Pfarrvikarie „Reichswerke-Hermann-Göring-West“ mit Sitz in Krähenriede errichtet, der auch Bruchmachtersen angehörte. Ihr war die Lokalkaplanei Lesse angeschlossen, die auch Lichtenberg umfasste. Nach der Rückführung der Saarländer nach dem von der Wehrmacht gewonnenen Westfeldzug im Juli 1940 wurden an vielen Orten der Region katholische Gottesdienste von den staatlichen Behörden wieder untersagt. Um 1941 wurden wegen der angestiegenen Katholikenzahl Teile der Wolfenbütteler Pfarrgemeinde als eigenständige Kuratieen abgetrennt. So gehörte unter anderem Burgdorf zur Kuratie „Wolfenbüttel Land III“ mit Sitz in Woltwiesche, und Osterlinde zur Kuratie „Wolfenbüttel Land IV“ mit Sitz in Gebhardshagen.
Nach dem Ende des Nationalsozialismus konnte sich die katholische Kirche freier entfalten. Durch die Flucht und Vertreibung Deutscher aus Mittel- und Osteuropa stieg die Zahl der Katholiken im Gebiet der heutigen Pfarrgemeinde Fredenberg weiter an.
1945 wurde in Lichtenberg eine Gottesdienststation eingerichtet. In der Domäne Lichtenberg wurde eine Kapelle eingerichtet, die 1950 durch Bischof Joseph Godehard Machens geweiht wurde. Sie hatte die Adresse Burgbergstr. 43.
In Burgdorf angekommene Katholiken orientierten sich zunächst zur Kirche Unbefleckte Empfängnis Mariä in Grasdorf. Nachdem sich in Burgdorf ein katholischer Priester aus dem Bistum Trier niedergelassen hatte, wurde im Schloss Burgdorf eine Kapelle eingerichtet.
In Lesse fanden Gottesdienste in der Gaststätte Schmidt statt, nachdem ein katholisches Kinderheim von Watenstedt nach Lesse verlegt worden war. 1949 waren etwa 350 der 2200 Einwohner von Lesse katholisch. Im ersten Stock eines vorhandenen Gebäudes in der Kleinen Straße 9 (Mitte der 1970er Jahre in Lütge Straße umbenannt) wurde eine Marienkapelle mit etwa 50 Sitzplätzen eingerichtet, am 2. Oktober 1949 erfolgte ihre Benediktion durch Bischof Joseph Godehard Machens.
Nachdem sich die Kirchengemeinde stabilisiert hatte, kam der Wunsch nach einem eigenen Gotteshaus auf, das für Lichtenberg geplant wurde. Es wurde ein Kirchbauverein gegründet und nach längeren Bemühungen begannen am 31. Juli 1966 am Evangelienberg in Lichtenberg die Bauarbeiten. Am 16. Oktober 1966 erfolgte die Grundsteinlegung, am 21. Oktober 1967 weihte Bischof Heinrich Maria Janssen die Don-Bosco-Kirche. Auch ein Pfarrhaus und ein Freizeitraum wurden erbaut und der Pfarrer zog von Burgdorf nach Lichtenberg um.
Ab Mitte der 1960er wurde das Neubaugebiet Fredenberg bezogen, in dem bereits 1965 eine katholische Kirche geplant war. Da zunächst die Don-Bosco-Kirche erbaut wurde und zwei Jahre darauf die St.-Elisabeth-Kirche im nahegelegenen Lebenstedt, musste Fredenberg noch einige Jahre auf eine eigene Kirche warten. Erst im August 1975 begannen in Fredenberg die Bauarbeiten, und am 6. März 1976 erfolgte durch Generalvikar Adalbert Sendker (1912–1993) die Grundsteinlegung. Am 18. November 1976 folgte das Richtfest, und am 19. Mai 1977, dem Fest Christi Himmelfahrt, durch Bischof Heinrich Maria Janssen die Kirchweihe.
Mit Wirkung vom 1. Januar 1978 wurde die selbstständige Kuratiegemeinde Fredenberg mit dem unten genannten Einzugsgebiet errichtet. Zuvor gehörten die Katholiken in Fredenberg zur Pfarrvikarie Salzgitter-Lichtenberg, die der Pfarrei St. Michael (Salzgitter-Lebenstedt) angeschlossen war.
1981 mietete die katholische Kirche den Klassenraum der 1976 geschlossenen Schule in Burgdorf an und richtete dort die Kapelle St. Maria Rosenkranz ein. Am 23. Juni 1981 wurde sie von Bischof Heinrich Maria Janssen geweiht. Von 1992 bis 1995 wurde das Gemeindezentrum in Fredenberg erweitert, da die Kirchengemeinde durch Zuzüge, insbesondere aus Osteuropa, weiter gewachsen war.
Am 30. Oktober 2007 wurde die Filialkapelle St. Maria Rosenkranz in Burgdorf wieder geschlossen, auch die Kapelle St. Johannes Bosco in Lichtenberg wird heute von der Pfarrgemeinde Fredenberg nicht mehr für regelmäßige Gottesdienste genutzt.

## Architektur und Ausstattung

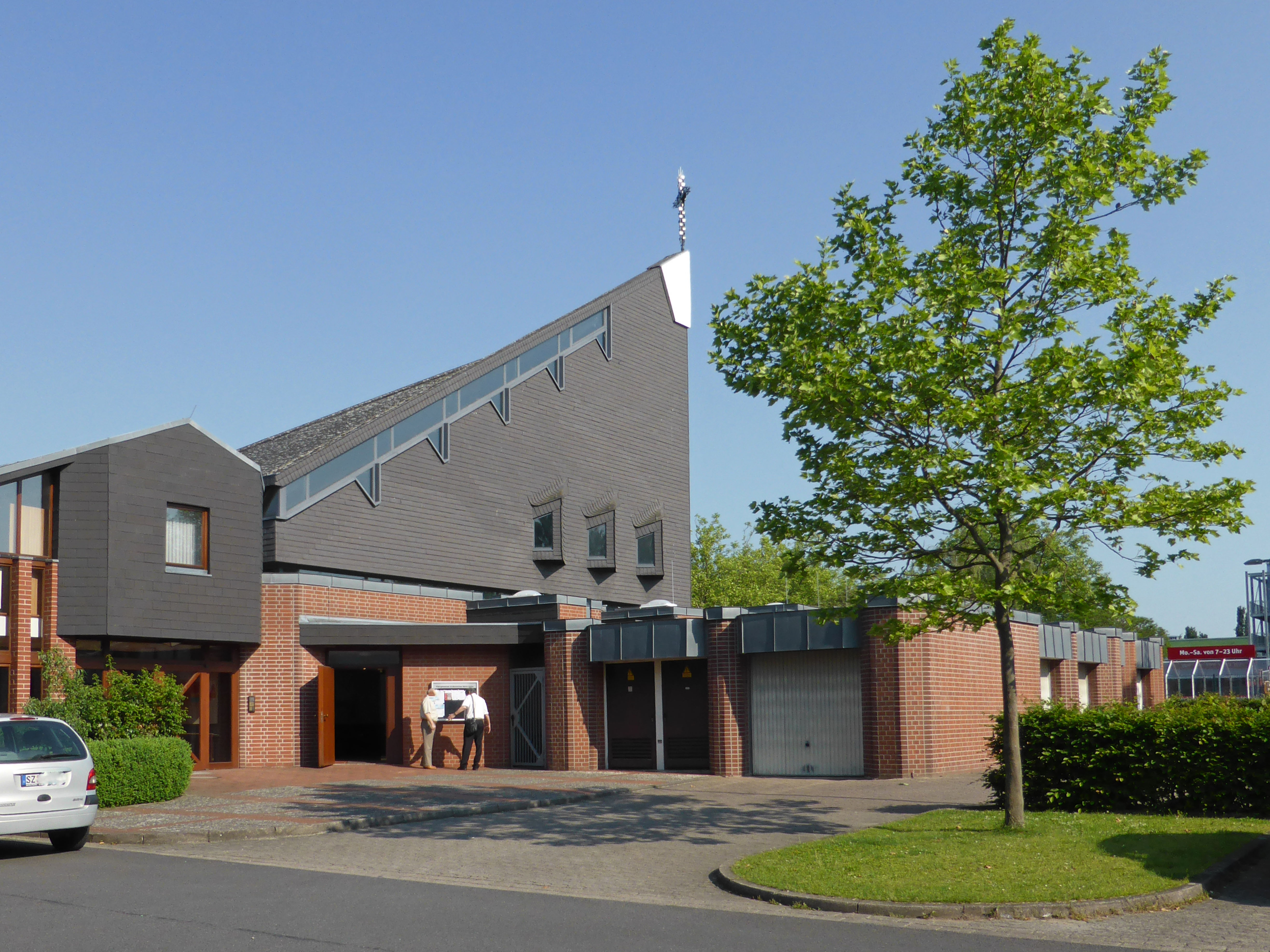
Kirche von Südosten

Die Kirche wurde nach den Plänen des Architekten Alois Hafkemeyer (1929–1986) aus Braunschweig erbaut, ausgeführt als turmloser Zentralbau. Hafkemeyer entwarf zuvor bereits die Kirchen St. Norbert (Grasleben), Corpus Christi (Rotenburg (Wümme)), St. Marien (Braunschweig-Querum), St. Elisabeth (Salzgitter), St. Bernward (Braunschweig) und das Ökumenische Zentrum St. Stephanus.
Das Kirchengebäude setzt sich durch die Wahl der Materialien von den umliegenden Wohn- und Geschäftsbauten ab. Die Architektur der Kirche symbolisiert das Zelt Gottes unter den Menschen. Die Innengestaltung der Kirche erfolgte durch den Künstler Hanns Joachim Klug. In den Hauptaltar sind Reliquien der heiligen Märtyrer Donatus, Faustinus und Romanus eingelassen.

## Einzugsgebiet
Zum Einzugsgebiet der Pfarrei St. Maximilian M. Kolbe gehören neben Fredenberg in Salzgitter auch die Stadtteile Bruchmachtersen, Lesse, Lichtenberg und Osterlinde. Ferner im Landkreis Wolfenbüttel die Gemeinde Burgdorf mit ihren Ortsteilen Berel, Hohenassel, Nordassel und Westerlinde. 2017 gehörten der Pfarrgemeinde rund 3.800 Katholiken an.